# Liste der größten Agrarproduzenten
Die Liste der größten Agrarproduzenten gibt einen Überblick über die jeweils größten Produzenten verschiedener landwirtschaftlicher Güter zum letzten ermittelbaren Zeitpunkt. Es werden jeweils die fünf größten Produzenten angegeben sowie das gesamte weltweite Produktionsvolumen. Die Abstände zwischen den einzelnen Produzenten kommen dabei jedoch nicht zum Ausdruck. So sind z. B. nur zwei Länder für die Hälfte der weltweiten Reisproduktion verantwortlich: Indien und die Volksrepublik China.
Die landwirtschaftlichen Produktionsgüter sind in die Kategorien Getreide, Gemüse, Früchte, Milchprodukte, Getränke, Gewürze, Fleisch, Nüsse, Farben und Stoffe, Forstprodukte und sonstige eingeteilt. Alle Daten stammen von der Ernährungs- und Landwirtschaftsorganisation der Vereinten Nationen.

## Landwirtschaftliche Produkte nach Produktionsvolumen
Am häufigsten produzierte landwirtschaftlichen Güter nach Produktionsvolumen in Tonnen (Stand 2023).
| Rang | Produkt                 | Kategorie    | Weltproduktion in t |
| ---- | ----------------------- | ------------ | ------------------- |
| 1    | Zuckerrohr              | Gemüse       | 1.859.390.044       |
| 2    | Mais                    | Getreide     | 1.210.235.135       |
| 3    | Reis                    | Getreide     | 787.293.867         |
| 4    | Weizen                  | Getreide     | 770.877.072         |
| 5    | Kuhmilch                | Milchprodukt | 746.056.588         |
| 6    | Kartoffel               | Gemüse       | 376.119.974         |
| 7    | Sojabohne               | Gemüse       | 371.693.592         |
| 8    | Maniok (Cassava)        | Gemüse       | 314.806.747         |
| 9    | Zuckerrübe              | Gemüse       | 270.156.001         |
| 10   | Tomate                  | Früchte      | 189.133.955         |
| 11   | Bier, Gerste*           | Getränke     | 174.857.881         |
| 12   | Zucker, roh*            | Früchte      | 172.811.501         |
| 13   | Gerste                  | Getreide     | 157.707.051         |
| 14   | Büffelmilch             | Milchprodukt | 137.761.642         |
| 15   | Banane                  | Früchte      | 124.978.578         |
| 16   | Haushuhn                | Fleisch      | 121.588.358         |
| 17   | Schwein                 | Fleisch      | 120.372.127         |
| 18   | Zwiebeln und Schalotten | Gemüse       | 106.592.088         |
| 19   | Wassermelone            | Früchte      | 101.634.719         |
| 20   | Süßkartoffel            | Gemüse       | 88.867.913          |

* Zahlen von 2020

## Länder nach Produktion (Lebensmittel)

### Getreide
Alle Angaben beruhen auf Daten der FAOSTAT (Food and Agriculture Organization) der Vereinten Nationen (Stand 2022):
| Getreide        | 1. Produzent        | 2. Produzent        | 3. Produzent        | 4. Produzent       | 5. Produzent        | Weltproduktion in t |
| --------------- | ------------------- | ------------------- | ------------------- | ------------------ | ------------------- | ------------------- |
| Mais            | Vereinigte Staaten  | Volksrepublik China | Brasilien           | Argentinien        | Indien              | 1.163.497.383       |
| Weizen          | Volksrepublik China | Indien              | Russland            | Vereinigte Staaten | Australien          | 808.441.568         |
| Reis            | Volksrepublik China | Indien              | Indonesien          | Bangladesch        | Vietnam             | 767.449.864         |
| Gerste          | Russland            | Australien          | Deutschland         | Frankreich         | Ukraine             | 154.877.140         |
| Sorghum (Hirse) | Vereinigte Staaten  | Nigeria             | Sudan               | Mexiko             | Äthiopien           | 57.581.943          |
| Millet (Hirse)  | Indien              | Niger               | Volksrepublik China | Mali               | Nigeria             | 30.859.664          |
| Hafer           | Russland            | Kanada              | Australien          | Polen              | Volksrepublik China | 26.385.330          |
| Triticale       | Polen               | Deutschland         | Belarus             | Frankreich         | Volksrepublik China | 14.157.880          |
| Roggen          | Deutschland         | Polen               | Russland            | Belarus            | Dänemark            | 13.143.054          |
| Grüner Mais     | Vereinigte Staaten  | Mexiko              | Kroatien            | Nigeria            | Indonesien          | 9.868.461           |

### Gemüse
Alle Angaben beruhen auf Daten der FAOSTAT (Food and Agriculture Organization) der Vereinten Nationen (Stand 2016):
| Gemüse                            | 1. Produzent        | 2. Produzent        | 3. Produzent        | 4. Produzent           | 5. Produzent        | Weltproduktion in t |
| --------------------------------- | ------------------- | ------------------- | ------------------- | ---------------------- | ------------------- | ------------------- |
| Zuckerrohr                        | Brasilien           | Indien              | Volksrepublik China | Thailand               | Pakistan            | 1.890.661.752       |
| Kartoffel                         | Volksrepublik China | Indien              | Russland            | Ukraine                | Vereinigte Staaten  | 376.826.967         |
| Sojabohne                         | Vereinigte Staaten  | Brasilien           | Argentinien         | Indien                 | Volksrepublik China | 334.894.085         |
| Maniok                            | Nigeria             | Thailand            | Brasilien           | Indonesien             | DR Kongo            | 277.102.568         |
| Süßkartoffel                      | Volksrepublik China | Nigeria             | Tansania            | Indonesien             | Uganda              | 105.190.500         |
| Zwiebel                           | Volksrepublik China | Indien              | Ägypten             | Vereinigte Staaten     | Iran                | 93.168.548          |
| Gurke                             | Volksrepublik China | Russland            | Türkei              | Iran                   | Ukraine             | 80.616.694          |
| Weißkohl und andere Kopfkohlarten | Volksrepublik China | Indien              | Russland            | Südkorea               | Ukraine             | 71.259.199          |
| Raps                              | Kanada              | Volksrepublik China | Indien              | Frankreich             | Deutschland         | 68.855.446          |
| Yams                              | Nigeria             | Ghana               | Elfenbeinküste      | Benin                  | Togo                | 65.937.599          |
| Aubergine                         | Volksrepublik China | Indien              | Ägypten             | Türkei                 | Iran                | 51.288.169          |
| Karotte und Speiserübe            | Volksrepublik China | Usbekistan          | Russland            | Vereinigte Staaten     | Ukraine             | 42.711.830          |
| Bohne                             | Myanmar             | Indien              | Brasilien           | Vereinigte Staaten     | Tansania            | 26.833.394          |
| Gartensalat und Gemeine Wegwarte  | Volksrepublik China | Vereinigte Staaten  | Indien              | Spanien                | Italien             | 26.779.564          |
| Spinat                            | Volksrepublik China | Vereinigte Staaten  | Japan               | Türkei                 | Indonesien          | 26.684.493          |
| Kürbisse                          | Volksrepublik China | Indien              | Russland            | Ukraine                | Vereinigte Staaten  | 26.486.616          |
| Blumenkohl und Brokkoli           | Volksrepublik China | Vereinigte Staaten  | Indien              | Spanien                | Mexiko              | 25.233.723          |
| Gartenbohne                       | Volksrepublik China | Indonesien          | Indien              | Türkei                 | Thailand            | 23.595.714          |
| Trockene Erbse                    | Kanada              | Russland            | Volksrepublik China | Indien                 | Vereinigte Staaten  | 14.363.097          |
| Kichererbse                       | Indien              | Australien          | Myanmar             | Äthiopien              | Türkei              | 12.092.950          |
| Okra                              | Indien              | Nigeria             | Sudan               | Mali                   | Pakistan            | 8.900.434           |
| Sesam                             | Tansania            | Myanmar             | Indien              | Volksrepublik China    | Sudan               | 6.111.548           |
| Grüne Erbse                       | Kanada              | Indien              | Türkei              | Australien             | Nepal               | 4.826.726           |
| Hülsenfrüchte (ohne Erbsen)       | Indien              | Polen               | Mosambik            | Vereinigtes Königreich | Pakistan            | 3.965.503           |
| Wicken                            | Äthiopien           | Russland            | Mexiko              | Spanien                | Belarus             | 838.868             |
| Färberdistel                      | Russland            | Kasachstan          | Mexiko              | Vereinigte Staaten     | Türkei              | 718.161             |

### Früchte
Alle Angaben beruhen auf Daten der FAOSTAT (Food and Agriculture Organization) der Vereinten Nationen (Stand 2015–2016):
| Frucht                   | 1. Produzent        | 2. Produzent            | 3. Produzent        | 4. Produzent       | 5. Produzent            | Weltproduktion in t |
| ------------------------ | ------------------- | ----------------------- | ------------------- | ------------------ | ----------------------- | ------------------- |
| Tomate                   | Volksrepublik China | Indien                  | Vereinigte Staaten  | Türkei             | Ägypten                 | 177.042.359         |
| Wassermelone             | Volksrepublik China | Türkei                  | Iran                | Brasilien          | Usbekistan              | 117.022.560         |
| Banane                   | Indien              | Volksrepublik China     | Indonesien          | Brasilien          | Ecuador                 | 113.280.302         |
| Apfel                    | Volksrepublik China | Vereinigte Staaten      | Polen               | Türkei             | Indien                  | 89.329.179          |
| Weintraube               | Volksrepublik China | Italien                 | Vereinigte Staaten  | Frankreich         | Spanien                 | 77.438.929          |
| Orange                   | Brasilien           | Volksrepublik China     | Indien              | Vereinigte Staaten | Mexiko                  | 73.187.571          |
| Kokosnuss                | Indonesien          | Philippinen             | Indien              | Brasilien          | Sri Lanka               | 59.010.635          |
| Mango, Mangostane, Guave | Indien              | Volksrepublik China     | Thailand            | Indonesien         | Mexiko                  | 46.508.697          |
| Mandarine                | Volksrepublik China | Spanien                 | Türkei              | Marokko            | Ägypten                 | 27.465.813          |
| Birne                    | Volksrepublik China | Argentinien             | Vereinigte Staaten  | Italien            | Türkei                  | 27.345.930          |
| Ananas                   | Costa Rica          | Brasilien               | Philippinen         | Indien             | Thailand                | 25.809.038          |
| Pfirsich und Nektarine   | Volksrepublik China | Spanien                 | Italien             | Vereinigte Staaten | Iran                    | 24.975.649          |
| Olive                    | Spanien             | Griechenland            | Italien             | Türkei             | Marokko                 | 19.267.493          |
| Zitrone                  | Indien              | Mexiko                  | Volksrepublik China | Argentinien        | Brasilien               | 17.347.154          |
| Papaya                   | Indien              | Brasilien               | Mexiko              | Indonesien         | Dominikanische Republik | 13.050.749          |
| Pflaume                  | Volksrepublik China | Rumänien                | Serbien             | Vereinigte Staaten | Türkei                  | 12.050.800          |
| Gartenerdbeere           | Volksrepublik China | Vereinigte Staaten      | Mexiko              | Ägypten            | Türkei                  | 9.118.336           |
| Grapefruit               | Volksrepublik China | Vereinigte Staaten      | Vietnam             | Mexiko             | Indien                  | 9.074.174           |
| Dattel                   | Ägypten             | Iran                    | Saudi-Arabien       | Algerien           | VAE                     | 8.460.443           |
| Avocado                  | Mexiko              | Dominikanische Republik | Peru                | Kolumbien          | Indonesien              | 5.567.044           |
| Kiwifrucht               | Volksrepublik China | Italien                 | Neuseeland          | Iran               | Chile                   | 4.274.870           |
| Aprikose                 | Türkei              | Usbekistan              | Iran                | Algerien           | Italien                 | 3.881.204           |
| Kirsche                  | Türkei              | Vereinigte Staaten      | Iran                | Chile              | Usbekistan              | 2.317.956           |
| Echte Feige              | Türkei              | Ägypten                 | Algerien            | Iran               | Marokko                 | 1.050.459           |
| Himbeere                 | Russland            | Vereinigte Staaten      | Polen               | Mexiko             | Serbien                 | 795.249             |
| Quitte                   | Usbekistan          | Türkei                  | Volksrepublik China | Iran               | Marokko                 | 677.949             |
| Johannisbeeren           | Russland            | Polen                   | Ukraine             | Deutschland        | Vereinigtes Königreich  | 655.030             |
| Blaubeere                | Vereinigte Staaten  | Kanada                  | Mexiko              | Polen              | Deutschland             | 552.505             |
| Stachelbeere             | Deutschland         | Russland                | Polen               | Ukraine            | Vereinigtes Königreich  | 174.309             |

### Milchprodukte
Alle Angaben beruhen auf Daten der FAOSTAT (Food and Agriculture Organization) der Vereinten Nationen (Stand 2016):
| Produkt     | 1. Produzent        | 2. Produzent | 3. Produzent        | 4. Produzent | 5. Produzent | Weltproduktion in t |
| ----------- | ------------------- | ------------ | ------------------- | ------------ | ------------ | ------------------- |
| Kuhmilch    | Vereinigte Staaten  | Indien       | Volksrepublik China | Brasilien    | Deutschland  | 636.585.973         |
| Büffelmilch | Indien              | Pakistan     | Volksrepublik China | Ägypten      | Nepal        | 102.379.198         |
| Ziegenmilch | Indien              | Sudan        | Bangladesch         | Pakistan     | Frankreich   | 16.953.498          |
| Schafmilch  | Volksrepublik China | Türkei       | Griechenland        | Syrien       | Rumänien     | 10.134.544          |
| Kamelmilch  | Somalia             | Kenia        | Mali                | Äthiopien    | Niger        | 2.827.743           |

### Getränke
Alle Angaben beruhen auf Daten der FAOSTAT (Food and Agriculture Organization) der Vereinten Nationen (Stand 2013):
| Produkt      | 1. Produzent        | 2. Produzent       | 3. Produzent        | 4. Produzent       | 5. Produzent | Weltproduktion in t |
| ------------ | ------------------- | ------------------ | ------------------- | ------------------ | ------------ | ------------------- |
| Milch (alle) | Indien              | Vereinigte Staaten | Volksrepublik China | Pakistan           | Brasilien    | 803.426.346         |
| Bier         | Volksrepublik China | Vereinigte Staaten | Brasilien           | Russland           | Deutschland  | 180.332.523         |
| Wein         | Spanien             | Italien            | Frankreich          | Vereinigte Staaten | Chile        | 29.105.841          |
| Kaffee       | Brasilien           | Vietnam            | Kolumbien           | Indonesien         | Äthiopien    | 9.221.535           |
| Tee          | Volksrepublik China | Indien             | Kenia               | Sri Lanka          | Vietnam      | 5.954.091           |

### Fleisch
Alle Angaben beruhen auf Daten der FAOSTAT (Food and Agriculture Organization) der Vereinten Nationen (Stand 2013):
| Fleisch   | 1. Produzent        | 2. Produzent       | 3. Produzent        | 4. Produzent | 5. Produzent           | Weltproduktion in t |
| --------- | ------------------- | ------------------ | ------------------- | ------------ | ---------------------- | ------------------- |
| Schwein   | Volksrepublik China | Vereinigte Staaten | Deutschland         | Spanien      | Vietnam                | 112.333.009         |
| Huhn      | Brasilien           | Vereinigte Staaten | Volksrepublik China | Russland     | Mexiko                 | 97.600.396          |
| Rind      | Brasilien           | Vereinigte Staaten | Volksrepublik China | Argentinien  | Australien             | 68.445.478          |
| Schaf     | Volksrepublik China | Australien         | Neuseeland          | Türkei       | Vereinigtes Königreich | 8.213.621           |
| Truthahn  | Vereinigte Staaten  | Brasilien          | Deutschland         | Frankreich   | Italien                | 5.651.405           |
| Ziege     | Volksrepublik China | Indien             | Pakistan            | Nigeria      | Bangladesch            | 5.211.336           |
| Ente      | Volksrepublik China | Frankreich         | Malaysia            | Myanmar      | Vietnam                | 4.367.273           |
| Gans      | Volksrepublik China | Polen              | Ungarn              | Ägypten      | Taiwan                 | 2.698.322           |
| Kaninchen | Volksrepublik China | Südkorea           | Spanien             | Ägypten      | Italien                | 1.339.793           |
| Pferd     | Volksrepublik China | Kasachstan         | Mexiko              | Russland     | Mongolei               | 785.185             |

### Nüsse
Alle Angaben beruhen auf Daten der FAOSTAT (Food and Agriculture Organization) der Vereinten Nationen (Stand 2016):
| Nuss      | 1. Produzent        | 2. Produzent       | 3. Produzent       | 4. Produzent        | 5. Produzent | Weltproduktion in t |
| --------- | ------------------- | ------------------ | ------------------ | ------------------- | ------------ | ------------------- |
| Erdnuss   | Volksrepublik China | Indien             | Nigeria            | Vereinigte Staaten  | Sudan        | 43.982.063          |
| Cashew    | Vietnam             | Nigeria            | Indien             | Elfenbeinküste      | Philippinen  | 4.898.210           |
| Walnuss   | Volksrepublik China | Vereinigte Staaten | Iran               | Türkei              | Mexiko       | 3.747.549           |
| Mandel    | Vereinigte Staaten  | Spanien            | Iran               | Marokko             | Syrien       | 3.214.303           |
| Kastanien | Volksrepublik China | Bolivien           | Türkei             | Südkorea            | Italien      | 2.261.589           |
| Pistazie  | Vereinigte Staaten  | Iran               | Türkei             | Volksrepublik China | Syrien       | 1.057.566           |
| Haselnuss | Türkei              | Italien            | Vereinigte Staaten | Aserbaidschan       | Georgien     | 743.455             |
| Karité    | Nigeria             | Mali               | Burkina Faso       | k. A.               | k. A.        | k. A.               |

### Gewürze
Alle Angaben beruhen auf Daten der FAOSTAT (Food and Agriculture Organization) der Vereinten Nationen (Stand 2016):
| Gewürz                      | 1. Produzent        | 2. Produzent        | 3. Produzent        | 4. Produzent | 5. Produzent        | Weltproduktion in t |
| --------------------------- | ------------------- | ------------------- | ------------------- | ------------ | ------------------- | ------------------- |
| Chili und Grüner Pfeffer    | Volksrepublik China | Mexiko              | Türkei              | Indonesien   | Spanien             | 34.497.462          |
| Knoblauch                   | Volksrepublik China | Indien              | Bangladesch         | Ägypten      | Südkorea            | 26.573.001          |
| Ingwer                      | Indien              | Nigeria             | Volksrepublik China | Indonesien   | Nepal               | 3.270.762           |
| Anis, Fenchel und Koriander | Indien              | Russland            | Mexiko              | Iran         | Volksrepublik China | 1.185.380           |
| Senf                        | Kanada              | Nepal               | Russland            | Myanmar      | Vereinigte Staaten  | 699.038             |
| Schwarzer Pfeffer           | Vietnam             | Indonesien          | Indien              | Brasilien    | Volksrepublik China | 546.259             |
| Zimt                        | Indonesien          | Volksrepublik China | Vietnam             | Sri Lanka    | Madagaskar          | 223.574             |
| Gewürznelken                | Indonesien          | Madagaskar          | Tansania            | Sri Lanka    | Komoren             | 180.520             |
| Muskatnuss                  | Indien              | Guatemala           | Indonesien          | Nepal        | Laos                | 122.151             |
| Pfefferminze                | Marokko             | Argentinien         | Mexiko              | Bulgarien    | Spanien             | 106.252             |
| Vanille                     | Madagaskar          | Indonesien          | Volksrepublik China | Mexiko       | Papua-Neuguinea     | 7.940               |
| Safran                      | Iran                | Indien              | Griechenland        | Afghanistan  | Marokko             | 473                 |

### Sonstige
Alle Angaben beruhen auf Daten der FAOSTAT (Food and Agriculture Organization) der Vereinten Nationen (Stand 2016).
| Produkt           | 1. Produzent        | 2. Produzent       | 3. Produzent       | 4. Produzent       | 5. Produzent | Weltproduktion in t |
| ----------------- | ------------------- | ------------------ | ------------------ | ------------------ | ------------ | ------------------- |
| Eier              | Volksrepublik China | Vereinigte Staaten | Indien             | Japan              | Mexiko       | 73.889.906          |
| Pilze und Trüffel | Volksrepublik China | Vereinigte Staaten | Italien            | Niederlande        | Polen        | 10.790.859          |
| Tabak             | Volksrepublik China | Indien             | Brasilien          | Vereinigte Staaten | Indonesien   | 6.664.238           |
| Kakaobohnen       | Elfenbeinküste      | Ghana              | Indonesien         | Nigeria            | Kamerun      | 4.466.574           |
| Honig             | Volksrepublik China | Türkei             | Vereinigte Staaten | Russland           | Indien       | 1.786.996           |

## Länder nach Produktion (Nicht-Lebensmittel)

### Fasern und Stoffe
Alle Angaben beruhen auf Daten der FAOSTAT (Food and Agriculture Organization) der Vereinten Nationen (Stand 2013):
| Fiber              | 1. Produzent        | 2. Produzent        | 3. Produzent        | 4. Produzent           | 5. Produzent        |
| ------------------ | ------------------- | ------------------- | ------------------- | ---------------------- | ------------------- |
| Abaca (Manilahanf) | Philippinen         | Ecuador             | Costa Rica          | Indonesien             | Äquatorialguinea    |
| Agaven             | Kolumbien           | Mexiko              | Nicaragua           | Ecuador                | Philippinen         |
| Baumwolle          | Indien              | Volksrepublik China | Vereinigte Staaten  | Pakistan               | Brasilien           |
| Lein               | Frankreich          | Belgien             | Belarus             | Russland               | Volksrepublik China |
| Jute               | Indien              | Bangladesch         | Volksrepublik China | Usbekistan             | Nepal               |
| Kapok (2012)       | Indonesien          | Thailand            | k. A.               | k. A.                  | k. A.               |
| Ramie              | Volksrepublik China | Laos                | Philippinen         | Brasilien              | k. A.               |
| Gummi              | Thailand            | Indonesien          | Vietnam             | Indien                 | Volksrepublik China |
| Seide              | Volksrepublik China | Indien              | Usbekistan          | Thailand               | Iran                |
| Sisal-Agave        | Brasilien           | Tansania            | Kenia               | Madagaskar             | Volksrepublik China |
| Wolle              | Volksrepublik China | Australien          | Neuseeland          | Vereinigtes Königreich | Iran                |

### Forstprodukte
Alle Angaben beruhen auf Daten der FAOSTAT (Food and Agriculture Organization) der Vereinten Nationen (Stand 2013):
| Forstprodukt          | 1. Produzent        | 2. Produzent        | 3. Produzent       | 4. Produzent | 5. Produzent |
| --------------------- | ------------------- | ------------------- | ------------------ | ------------ | ------------ |
| Brennholz             | Indien              | Volksrepublik China | Brasilien          | Äthiopien    | DR Kongo     |
| Schnittholz           | Vereinigte Staaten  | Volksrepublik China | Kanada             | Russland     | Deutschland  |
| Holzplatten           | Volksrepublik China | Russland            | Vereinigte Staaten | Deutschland  | Brasilien    |
| Papier und Pappe      | Volksrepublik China | Vereinigte Staaten  | Japan              | Deutschland  | Schweden     |
| Auflösender Zellstoff | Vereinigte Staaten  | Südafrika           | Kanada             | Schweden     | Österreich   |

## Karten

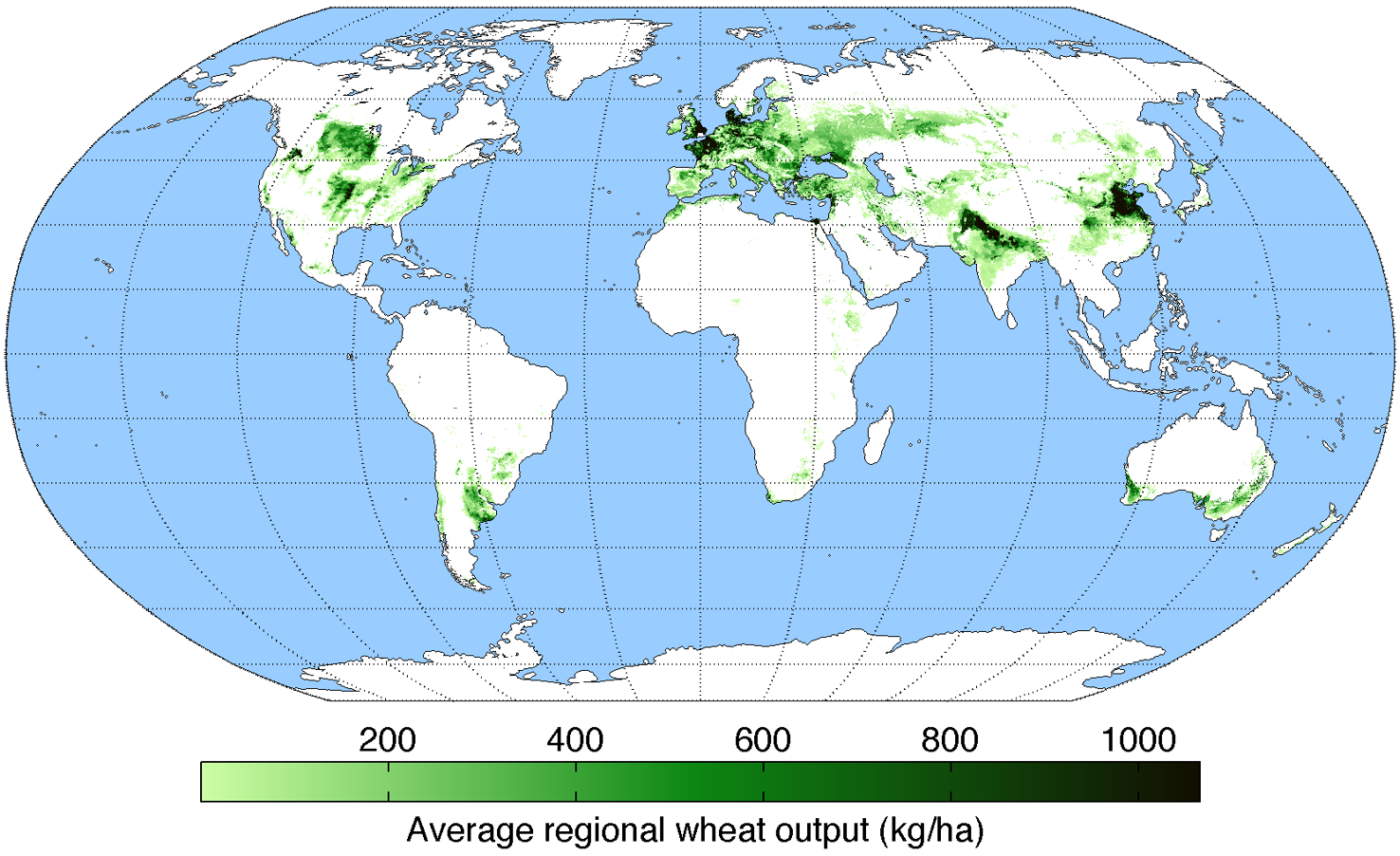
Weizenproduktion weltweit
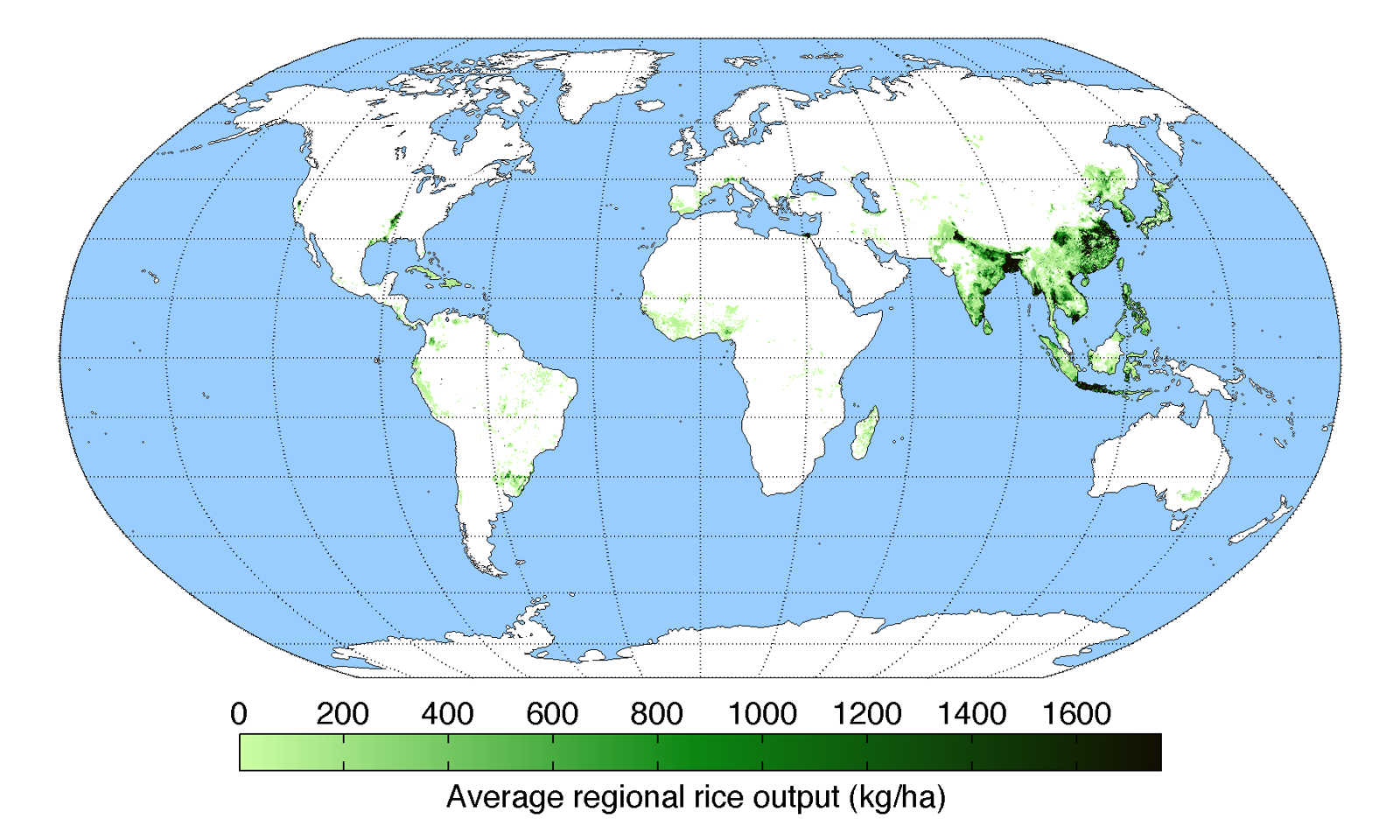
Reisproduktion weltweit
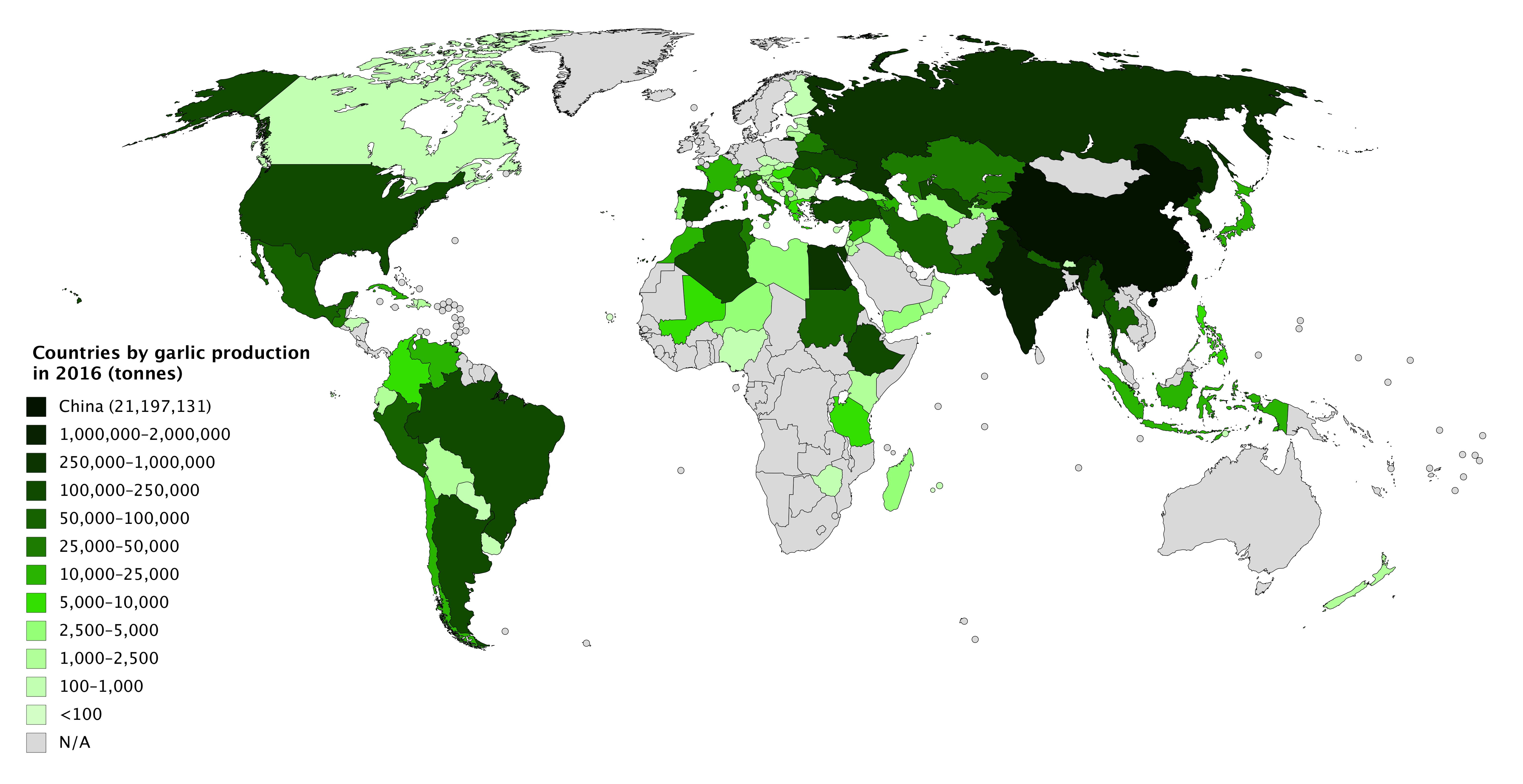
Länder nach Knoblauchproduktion
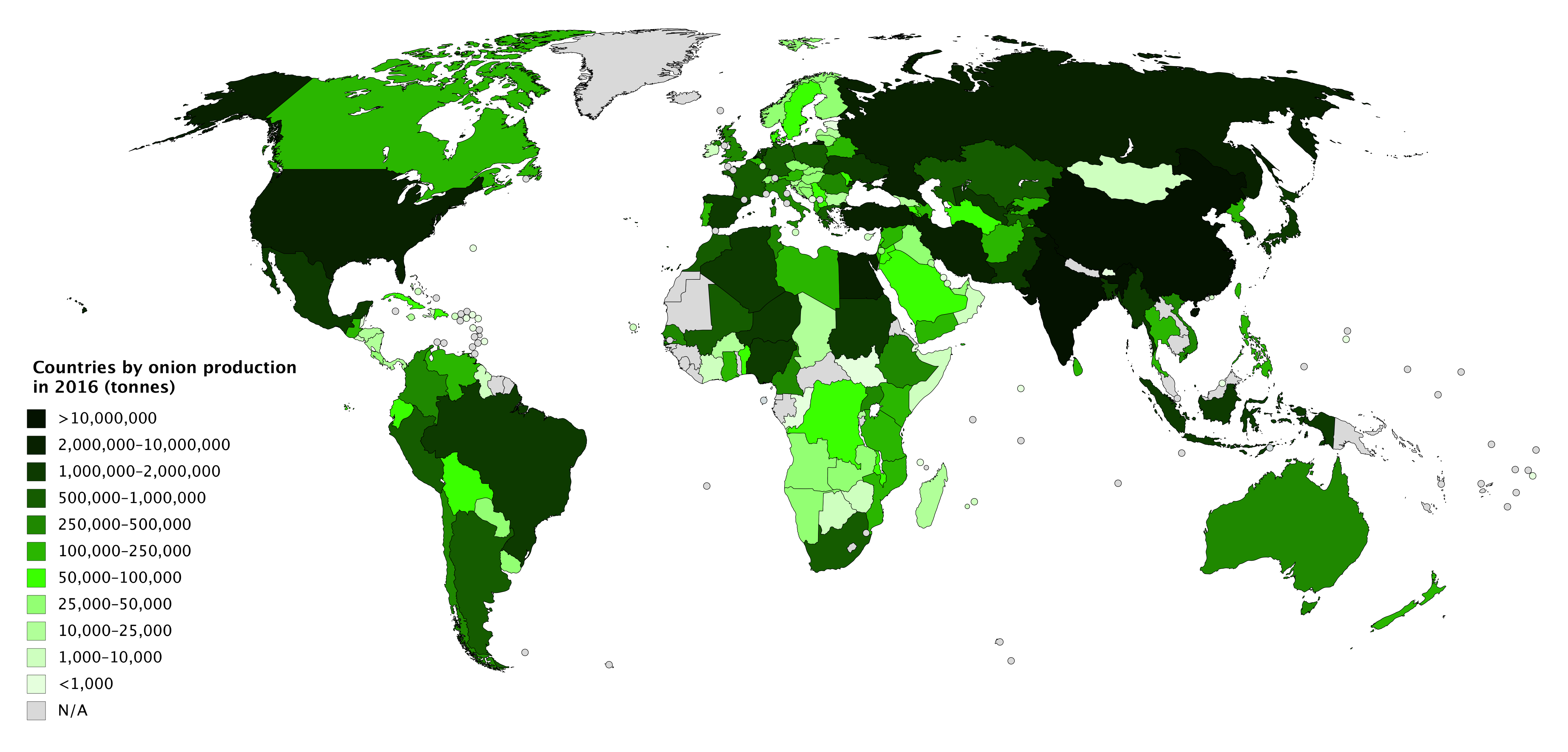
Länder nach Zwiebelproduktion
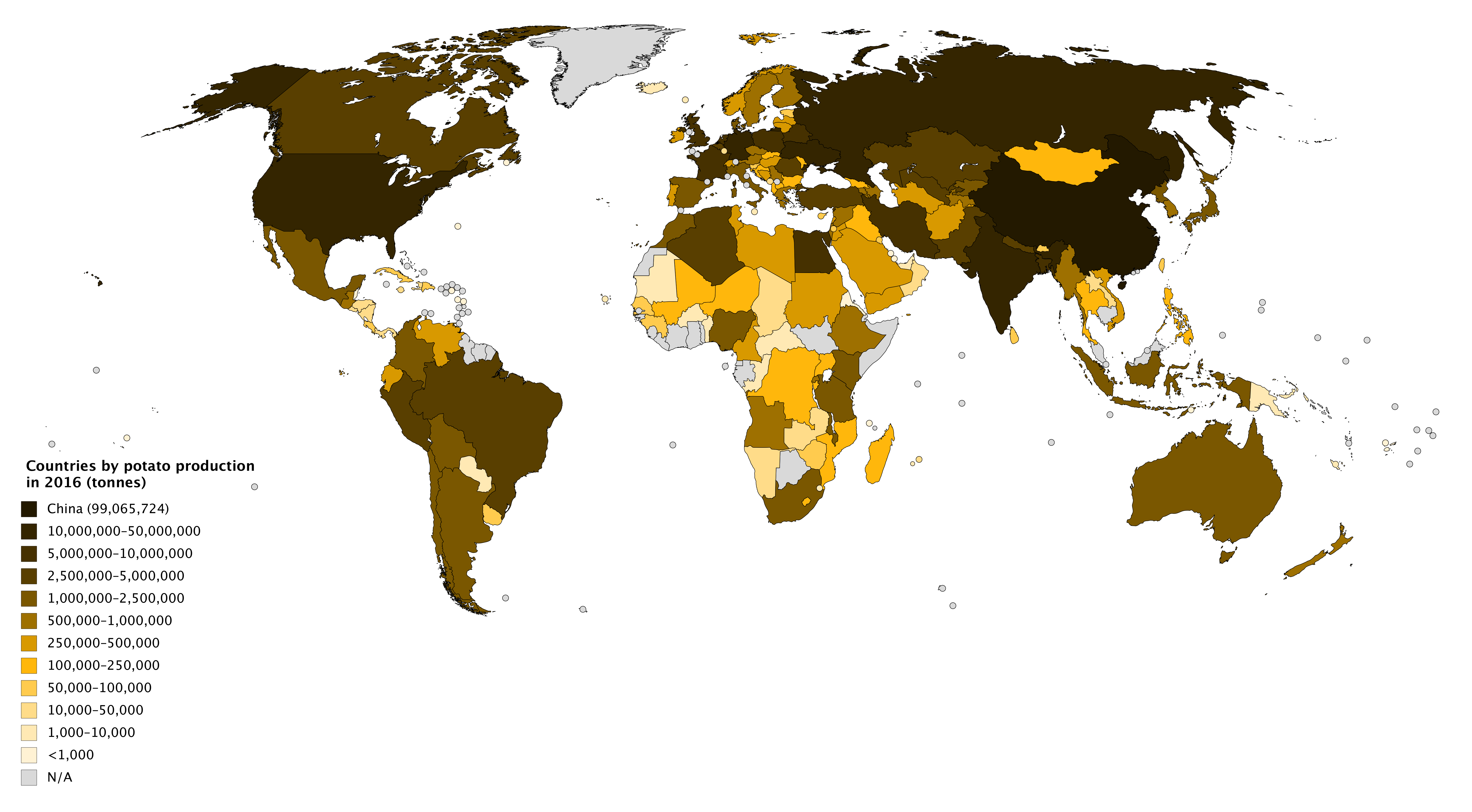
Länder nach Kartoffelproduktion
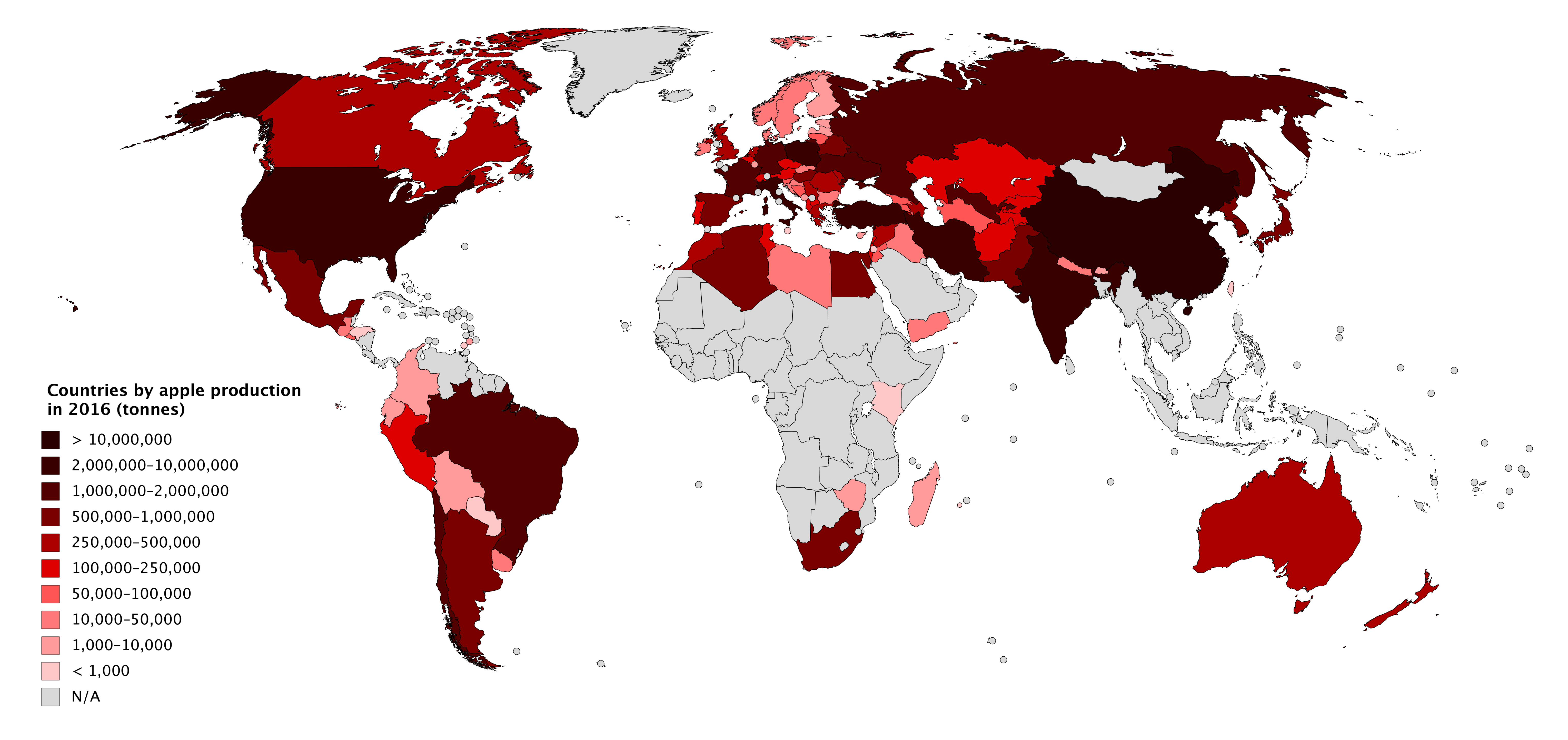
Länder nach Apfelproduktion
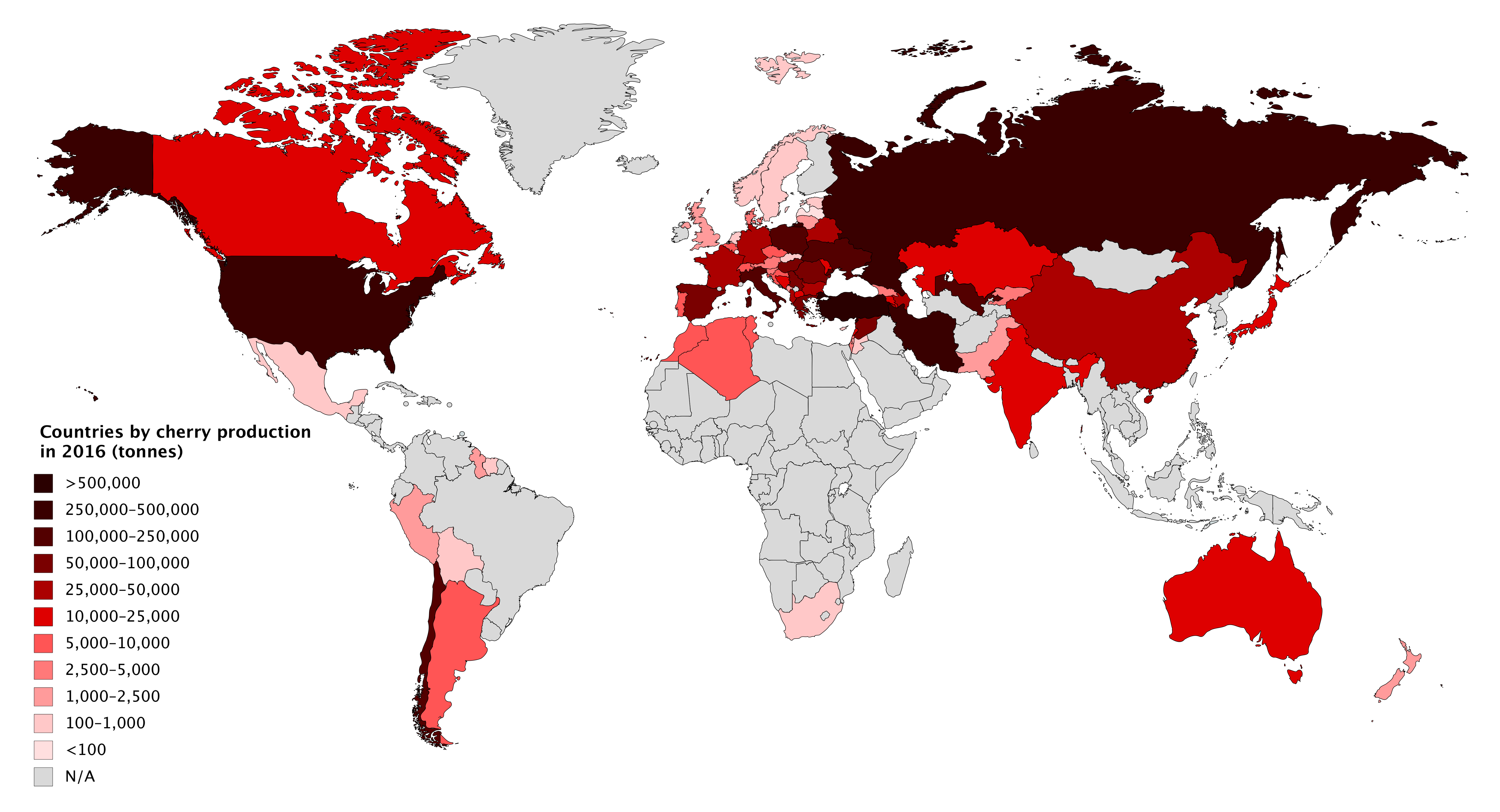
Länder nach Kirschproduktion
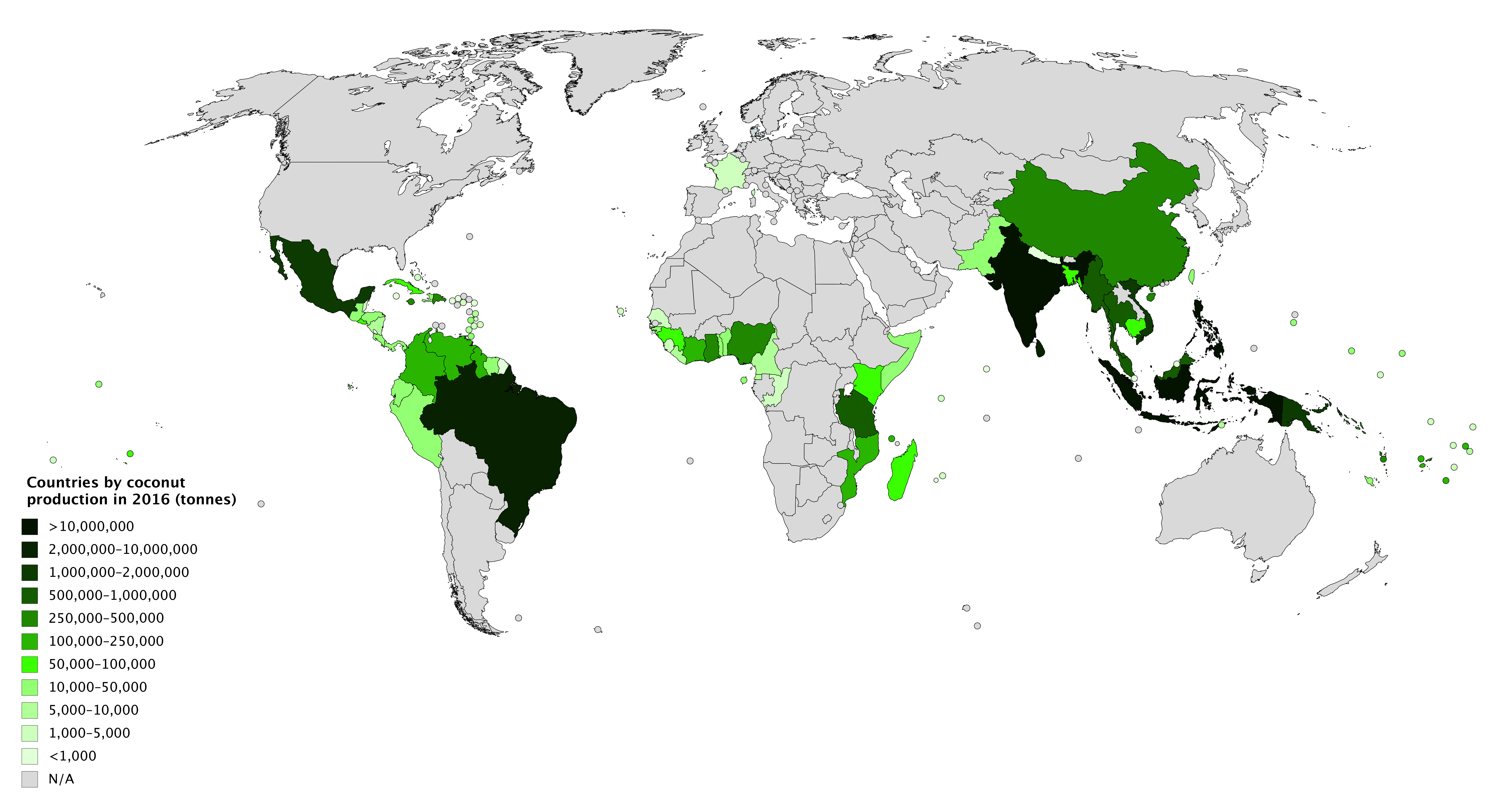
Länder nach Kokosnussproduktion
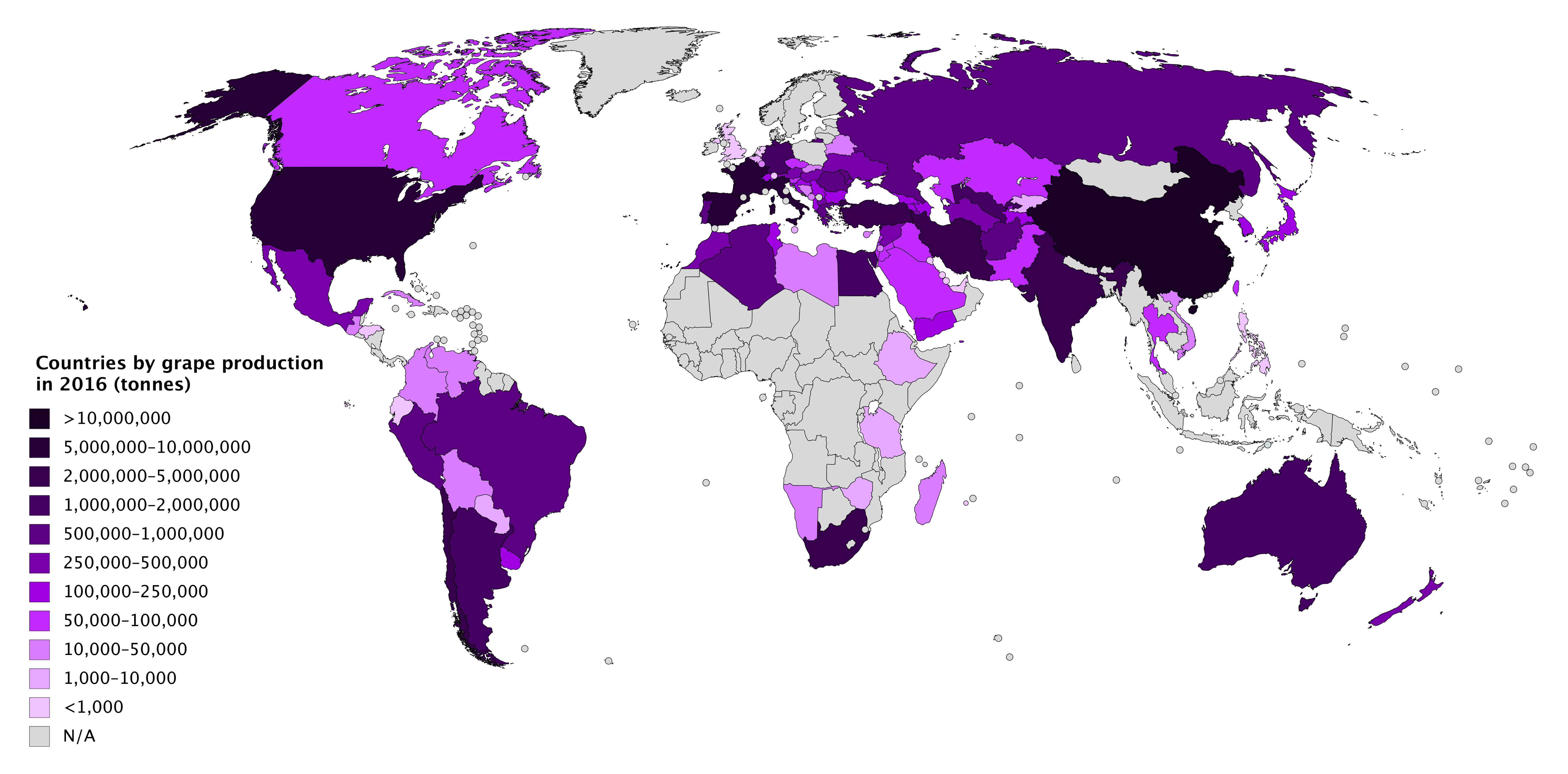
Länder nach Weintraubenproduktion
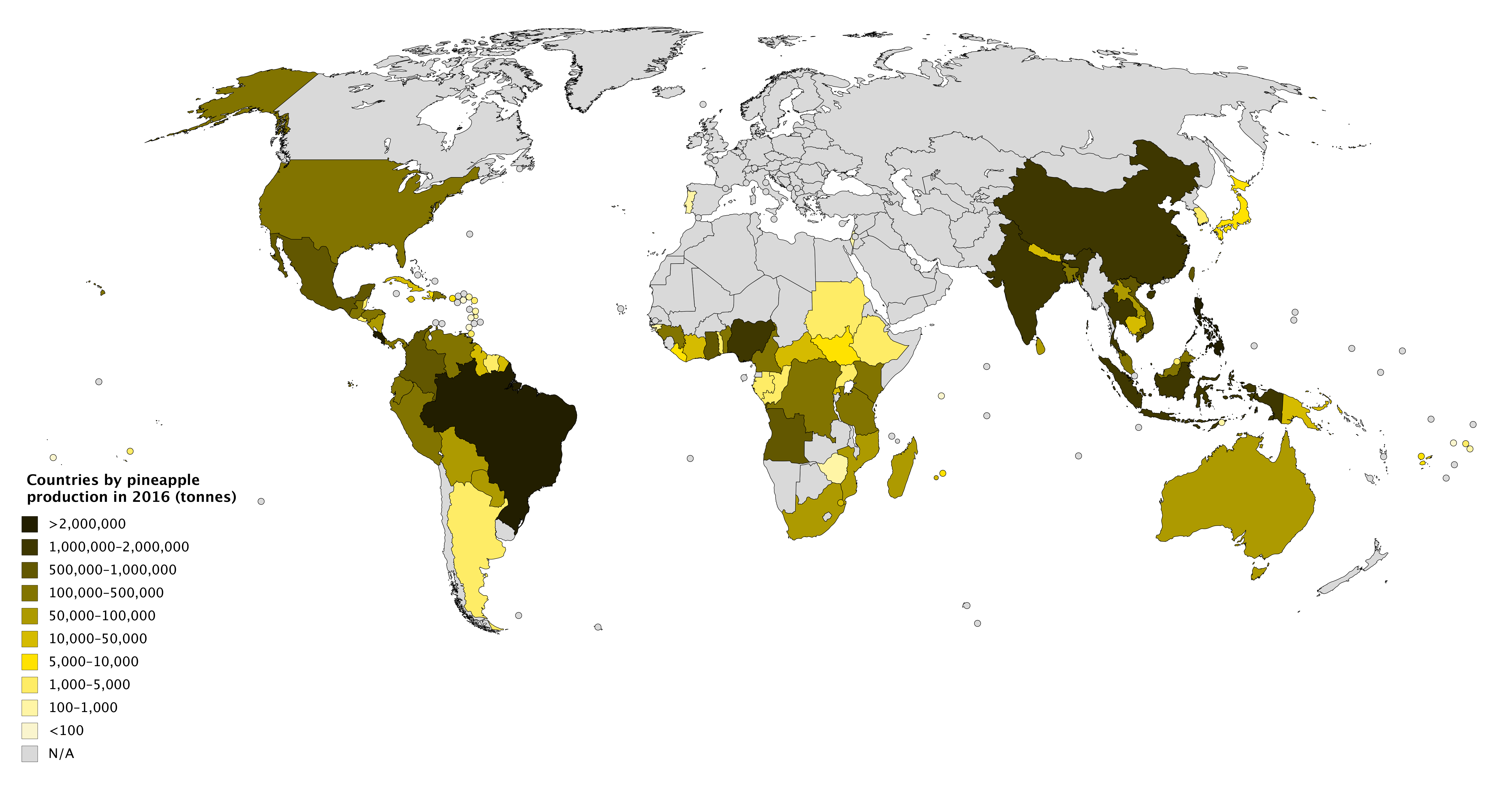
Länder nach Ananasproduktion
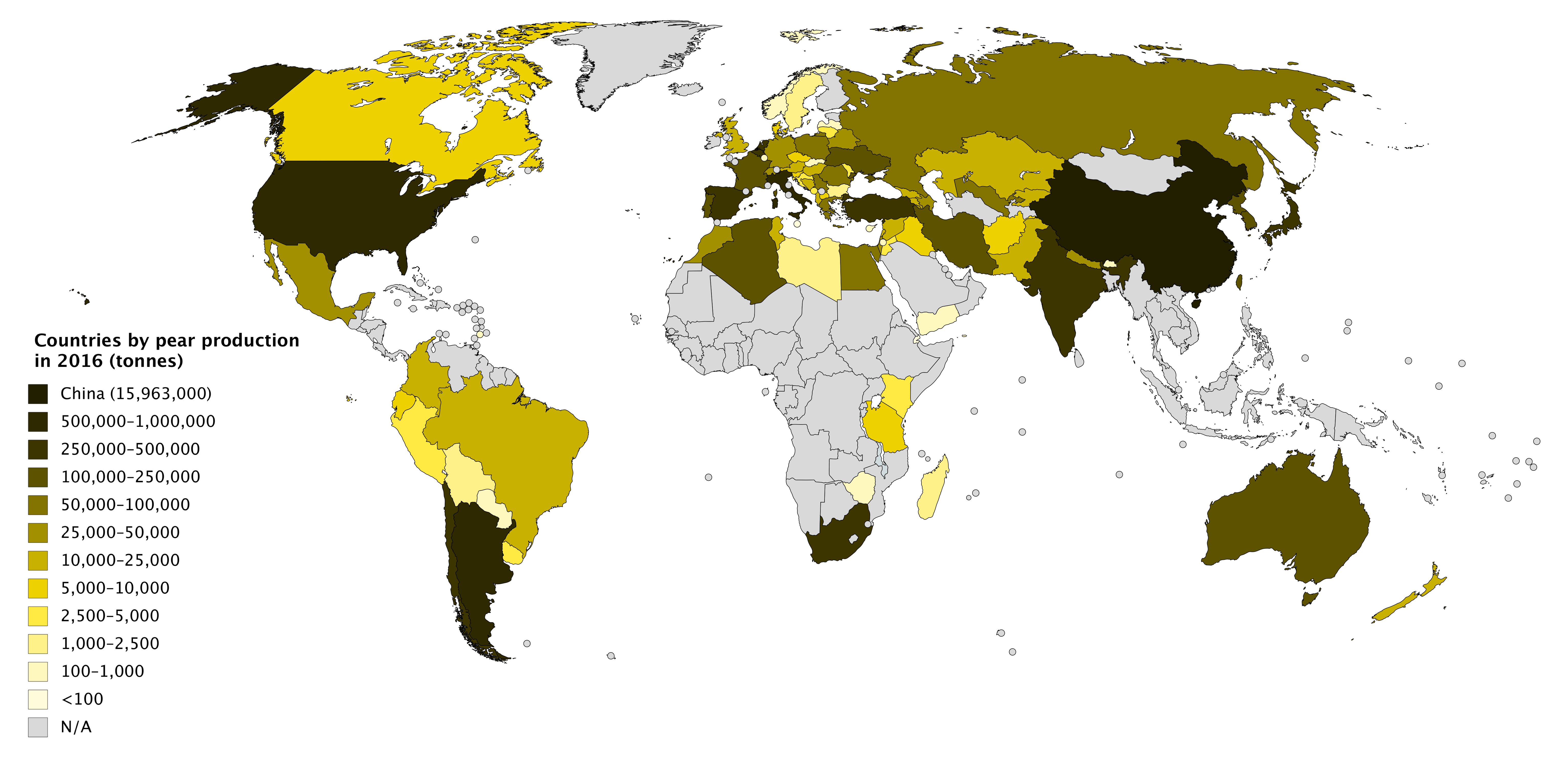
Länder nach Birnenproduktion
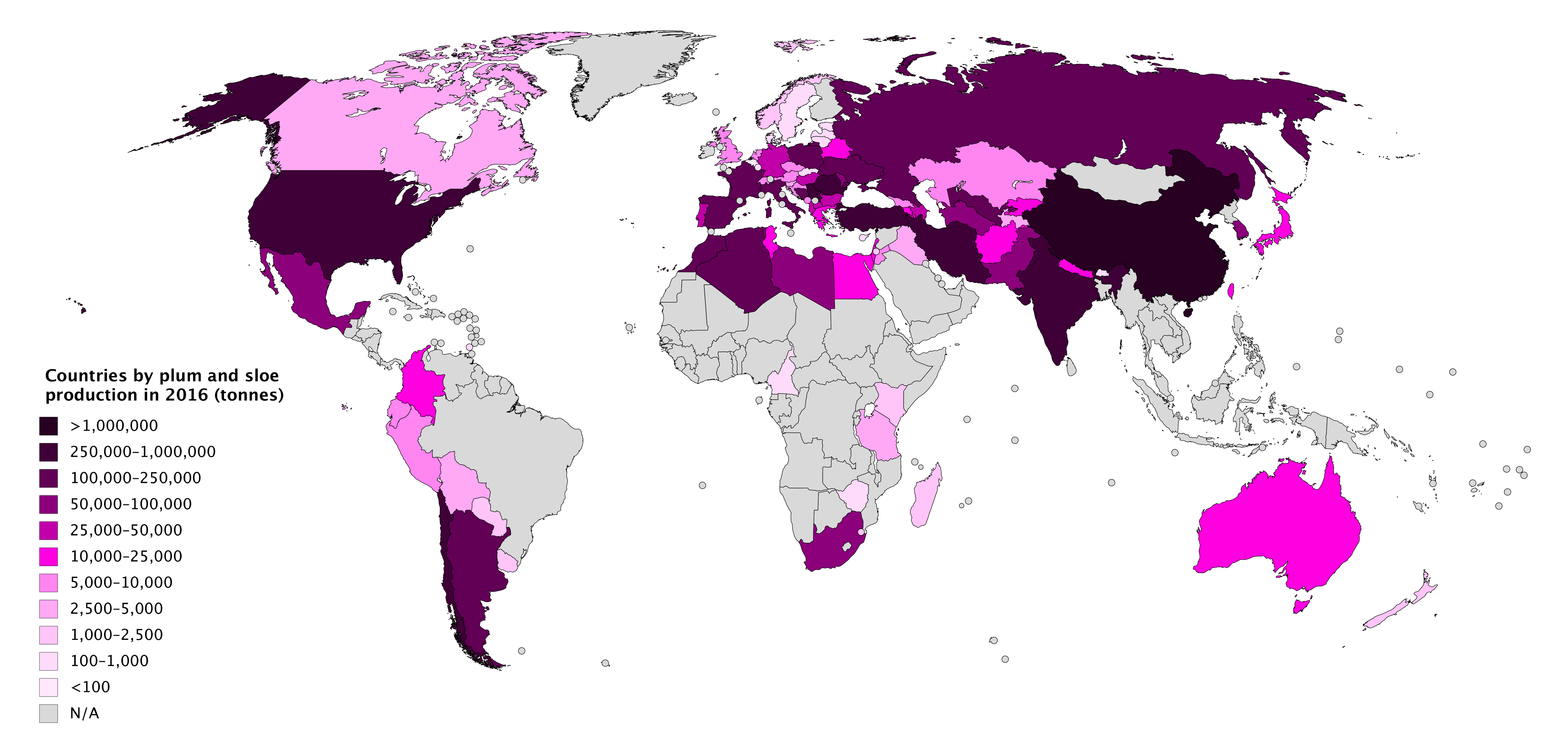
Länder nach Pflaumenproduktion
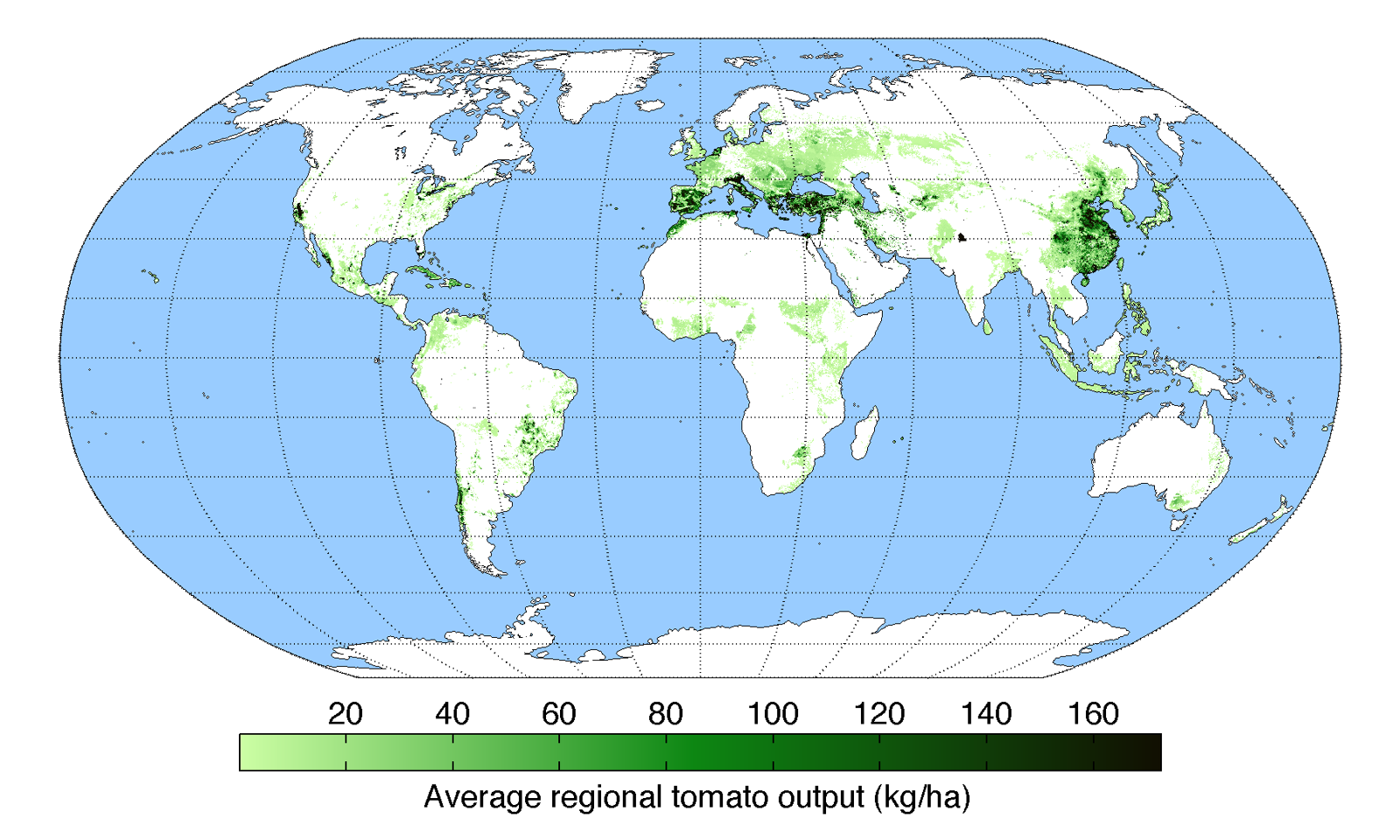
Tomatenproduktion weltweit